# Karl Fellinger
Karl Fellinger (* 19. Juni 1904 in Linz; † 8. November 2000 in Wien) war ein österreichischer Mediziner. Er galt als Doyen der klinischen Medizin Österreichs.

## Leben und Wirken

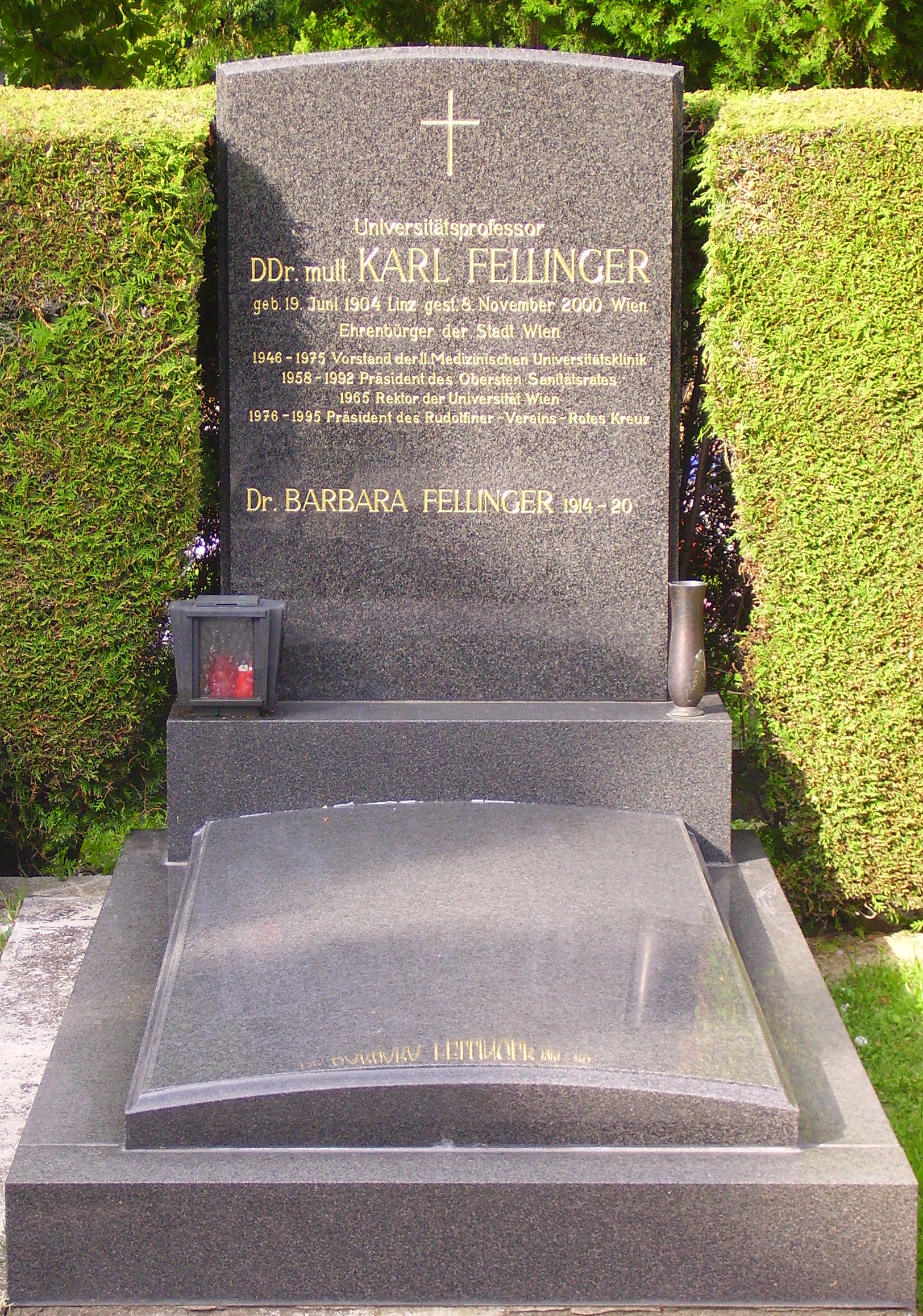
Fellingers Ehrengrab auf dem Döblinger Friedhof (2008)

Karl Fellinger wurde am 19. Juni 1904 als Sohn von Karl Fellinger (* 24. Oktober 1878), Eisendreher bei den k.k. Staatsbahnen, und dessen Ehefrau, der Näherin Mathilde (geborene Leibetseder; * 14. April 1879), in Linz geboren und am 23. Juni 1904 auf den Namen Karl (Borr.) getauft. Seine Eltern hatten am 18. August 1903 in Kleinmünchen bei Linz geheiratet.
Nach der allgemeinen Schulausbildung absolvierte er das Akademische Gymnasium in Linz das Gymnasium und studierte Medizin an der Universität Wien u. a. bei Anton Eiselsberg, Julius Tandler und Theodor Wagner-Jauregg. Seit 1923 war er Mitglied der katholischen Studentenverbindung KaV Norica Wien im ÖCV. Nach der Promotion 1929 arbeitete er bis 1931 als Hospitant und Hilfsarzt am pathologisch-anatomischen Institut unter Rudolf Maresch. Anschließend wirkte er an der II. medizinischen Universitätsklinik als Hilfsarzt, dann als Assistent. 1937 habilitierte sich Fellinger für Innere Medizin mit einer Arbeit über Hormonforschung. Im selben Jahr wurde er Vorstand einer Abteilung am Krankenhaus Lainz.
1938, während der Herrschaft des Nationalsozialismus wurde Fellinger aus politischen Gründen die Lehrbefugnis entzogen. 1940 wurde er als Arzt zum Militärdienst einberufen, er kam nach Polen und in die Sowjetunion und kehrte Ende 1944 zurück.
Nach dem Zweiten Weltkrieg übernahm Fellinger bis Juni 1946 die Leitung der medizinischen Abteilung der Allgemeinen Poliklinik Wien. 1946 wurde Fellinger als Ordinarius an die II. Medizinische Universitätsklinik Wien bestellt, die er bis 1975 leitete. Unter seiner Führung wurde eine moderne Abteilung für Innere Medizin am Allgemeinen Krankenhaus aufgebaut, er unterstützte den Ausbau von Spezialeinrichtungen (Dialysezentrum, Computerstation, …) und war an der Planung des neuen Allgemeinen Krankenhauses beteiligt.
Daneben wirkte Fellinger am Wiederaufbau der Österreichischen Ärztekammer mit. Von 1947 bis 1992 war er Präsident des Obersten Sanitätsrats. In den Jahren 1950/51 war er Dekan der Medizinischen Fakultät, 1964/65 war er Rektor der Universität Wien und von 1970 bis 1975 wirkte er als Senator der Medizinischen Fakultät.
Als Wissenschaftler veröffentlichte er etwa 300 wissenschaftliche Artikel. Einen Großteil seiner Bekanntheit in der breiten Öffentlichkeit verdankte Karl Fellinger der von ihm für den ORF gestalteten Fernsehserie „Der gläserne Mensch“, in der er von 1977 bis 1979 dem Publikum auf spannende Weise medizinisches Wissen vermittelte. Für verschiedene Printmedien verfasste er allgemein verständliche Beiträge über medizinische Themen.
Karl Fellinger war einer der international angesehensten österreichischen Ärzte im 20. Jahrhundert. Der saudi-arabische König Abd al-Aziz ibn Saud, Schah Mohammad Reza Pahlavi, der afghanische König Zahir Schah, König Hassan II. von Marokko, der pakistanische Präsident Zia-ul-Haq, der ökumenische Patriarch Athenagoras I. von Konstantinopel und der Präsident von Sierra Leone, Siaka Stevens, gehörten zu seinen Patienten.
Karl Fellinger war mit der Pianistin und Widerstandskämpferin Barbara Fellinger (geb. Issakides) verheiratet. Sein Ehrengrab befindet sich auf dem Döblinger Friedhof (Gruppe 24, Reihe 2, Nummer 1) in Wien.
Nach ihm benannt ist die Fellinger-Infusion, eine Infusion mit Metamizol und Cortison zur Schmerzreduktion bei Rückenerkrankungen. Nach seinem Tod wurde in Wien ein Park nach Karl Fellinger benannt, und auf Initiative seiner Witwe der gemeinnützige Verein „Fellinger-Krebsforschung“ gegründet.

## Werke (Auswahl)
- „Die Fettleibigkeit“, 1939
- „Klinische Fortschritte“, 1950
- „Lehrbuch der Inneren Medizin“, 2 Bände, 1952
- „Arzt zwischen den Zeiten“, 1984 (Autobiographie)
- Wege in die Zukunft. In: Lainz – Pavillon V. Hintergründe und Motive eines Kriminalfalles. Ueberreuter, Wien 1989, ISBN 3-8000-3339-9, S. 123 ff.

## Auszeichnungen (Auswahl)

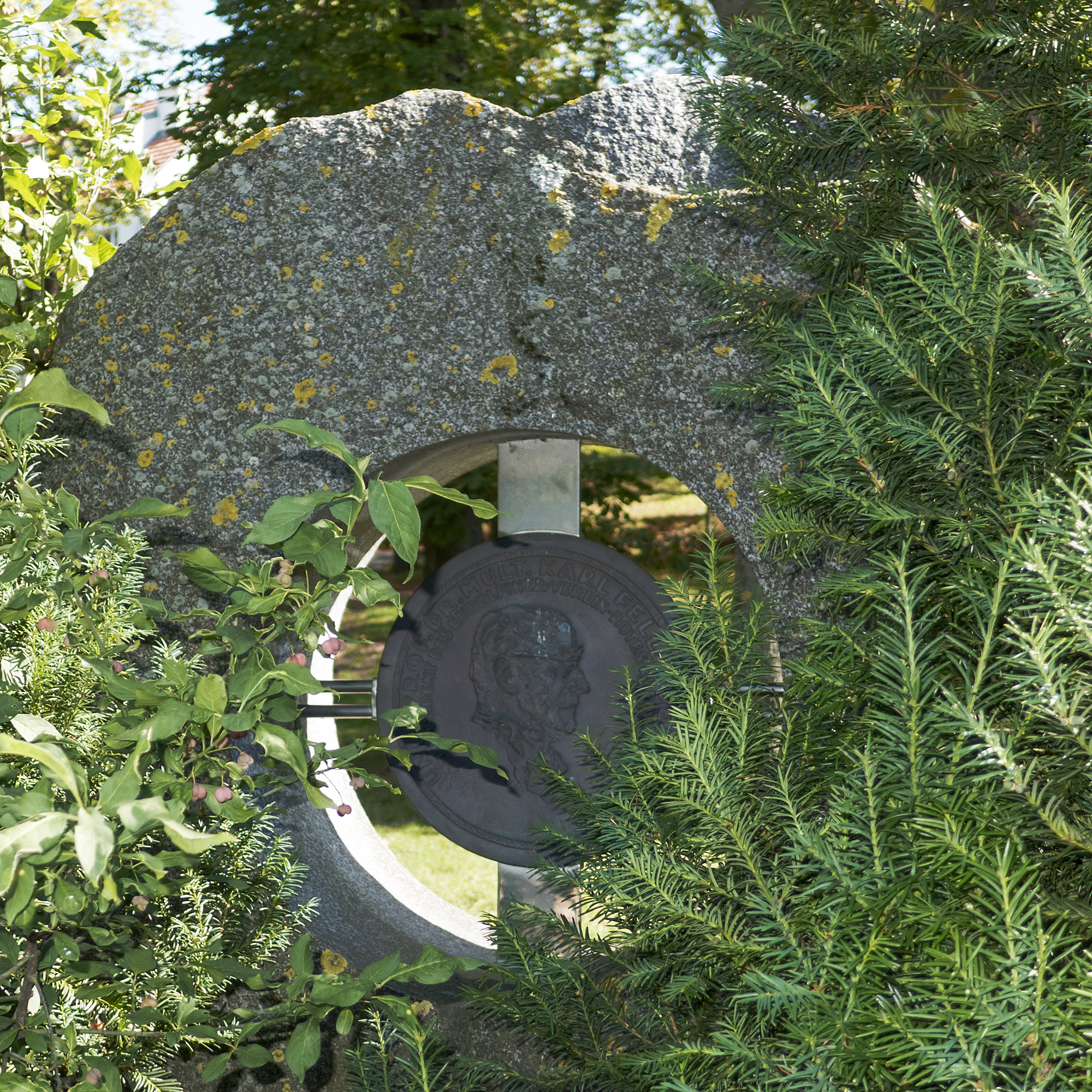
Denkmal im Karl-Fellinger-Park (2015)

- 1959: Großes Silbernes Ehrenzeichen für Verdienste um die Republik Österreich[6]
- 1965: Großes Silbernes Ehrenzeichen mit dem Stern für Verdienste um die Republik Österreich[6]
- 1969: Ehrenring der Stadt Wien
- 1997: Ehrenbürger der Stadt Wien
- Großes Deutsches Verdienstkreuz mit Stern
- Commendatore St. Georgs-Orden mit Stern (Vatikan)
- Orden aus Indonesien, Thailand und dem Libanon
- Ehrendoktorate der Universitäten Athen, Budapest, Innsbruck, Saloniki und Teheran